# Warhammer: Battle for Atluma
Warhammer: Battle for Atluma est un jeu vidéo de cartes à collectionner développé par JV Games et édité par Namco Bandai Games, sorti en 2006 sur PlayStation Portable.
Il est basé sur le jeu de cartes WarCry.

## Accueil
- IGN : 6/10[1]